# Constitución de Massachusetts
La Constitución de Massachusetts (en inglés: Constitution of the Commonwealth of Massachusetts) es un documento constitucional que organiza los poderes de Massachusetts, un estado del noreste de Estados Unidos.
Escrita por John Adams, Samuel Adams y James Bowdoin, fue terminada el 15 de junio de 1780 y es una de las constituciones escritas más antiguas del mundo en vigor, tras la de San Marino, escrita en 1600. Sirvió de modelo para la Constitución de los Estados Unidos. Consta de un preámbulo y se divide en capítulos, secciones y artículos. 